# Franché Coma
Franché Coma, pseudonimo di Frank Licata (17 agosto 1957), è un chitarrista statunitense, cresciuto e vissuto a Lodi (New Jersey).

## Biografia
Il suo primo lavoro è un singolo con Mike Morance, pubblicato nel 1974. Nell'autunno del 1977 si unisce ai Misfits, con i quali registra come primo chitarrista per l'album Static Age. Lascia il gruppo nel novembre 1978 per dedicarsi agli Active Ingredients. Nel 2006, appare nella formazione dei Misfits negli studi di Tony Bennett ad Englewood (New Jersey) per suonare tre canzoni tratte dall'LP Static Age.

## Discografia con gli Active Ingredients
- Laundramat Loverboy (1980) - Singolo
- Hyper Exaggeration (1980) - Singolo